# 110 Lidija
110 Lidija (mednarodno ime 110 Lydia) je asteroid v glavnem asteroidnem pasu.
Pripada asteroidni družini Lidija, ki ima po njem tudi ime.

## Odkritje
Lidijo je odkril francoski astronom Alphonse Louis Nicolas Borrelly 19. aprila 1870. Asteroid je ime dobil po Lidiji, kraljestvu iz železne dobe v Mali Aziji (v času največjega razmaha je obsegalo vso zahodno Anatolijo, pozneje je bila to rimska provinca).

## Značilnosti
Lidija je po Tholenovem načinu razvrščanja asteroid tipa M. To vrsto asteroidov sestavljajo kovine (običajno zlitina železa in niklja). Svetlobna krivulja ima tri maksimume in tri minimume, kar pomeni, da ima nepravilno obliko.
Lidija je bila 18. septembra 1999 v okultaciji z manj svetlo zvezdo. V letu 2008 bo 15. septembra v okultaciji z zvezdo, ki ima navidezni sij 10,4. V letu 2009 pa 18. aprila z zvezdo z magnitudo 11,6.